# Canton de Saint-Maur-des-Fossés-1
Le canton de Saint-Maur-des-Fossés-1 est une circonscription électorale française située dans le département du Val-de-Marne et la région Île-de-France.

## Histoire

### Département de la Seine

#### Canton de Saint-Maur
Canton créé par la loi du 14 avril 1893.
| Période | Période      | Identité                  | Étiquette   | Qualité |
| ------- | ------------ | ------------------------- | ----------- | --- |
| 1893    | 1900         | Léon Piettre              | Rad.        | Médecin Sénateur (1900-1909) Maire de Saint-Maur-des-Fossés (1876-1888) Président du Conseil général (1899-1900) |
| 1900    | 1909 (décès) | Auguste Gross (1835-1909) | Républicain | Fondateur d'une fabrique de bijoux Maire de Bonneuil-sur-Marne (1880-1887)                                       |
| 1909    | 1925         | Auguste Marin (1857-1941) | Rad.        | Propriétaire Maire de Saint-Maur-des-Fossés (1908-1941) Président du Conseil Général (1921-1922)                 |

#### 1recirconscription(Saint-Maur-des-Fossés(ouest)
| Période                     | Période | Identité                    | Étiquette | Qualité                                                                                       |
| --------------------------- | ------- | --------------------------- | --------- | --------------------------------------------------------------------------------------------- |
| 1925                        | 1940    | Auguste Marin               | Rad.ind.  | Propriétaire Maire de Saint-Maur-des-Fossés (1908-1941)                                       |
| 1941 (nommé par décret)     | 1944    | Henri Naudin (1893-1948)    | ex-RG     | Négociant en vins, distillateur Premier adjoint au maire de Saint-Maur-des-Fossés (1919-1944) |
| 1945 Décret du 12 mars 1945 | 1945    | Marius Vicariot (1883-1953) | SFIO      | Professeur Conseiller municipal de Saint-Maur-des-Fossés                                      |

#### 2ecirconscription(Créteil,Bonneuil-sur-Marne,Joinville-le-Pont,Saint-Maur-des-Fossés(est)
| Période                     | Période                         | Identité                           | Étiquette                  | Qualité                                                                                       |
| --------------------------- | ------------------------------- | ---------------------------------- | -------------------------- | --------------------------------------------------------------------------------------------- |
| 1925                        | 1929                            | Henri Naudin                       | RG                         | Négociant en vins, distillateur Premier adjoint au maire de Saint-Maur-des-Fossés (1919-1944) |
| 1929                        | 1933 (décès)                    | Paul Avet (1866-1933)              | Rad.                       | Caissier central Maire de Créteil (1919-1932)                                                 |
| 1933                        | 1935                            | Louis Prieur (1878-1969)           | Concentration républicaine | Agriculteur Maire de Créteil (1932-1935)                                                      |
| 1935                        | 1940 (déchu le 23 février 1940) | André Puech, dit André Parsal      | SFIC                       | Ouvrier agricole puis responsable d'un garage à Créteil Député (1936-1940)                    |
| 1941 (nommé par décret)     | 1944 (démission)                | Paul Dubois (1876-?)               |                            | Ingénieur                                                                                     |
| 1944 (nommé par décret)     | 1944                            | Joseph Antoine Vincent (1884-1962) |                            | Industriel - Maire de Créteil (1942-1944)                                                     |
| 1945 Décret du 12 mars 1945 | 1945                            | Robert Deloche                     | PCF                        | Ouvrier fourreur puis permanent communiste Maire de Joinville-le-Pont (1945-1953)             |

#### Période 1945-1953
Saint-Maur fait partie du secteur de Sceaux-Est.
Jean Cros, médecin, membre du Parti radical, mais apparenté au PCF, fait partie des élus du secteur. Il sera président du Conseil Général de la Seine en 1948-1949.
Sont également élus dans ce secteur : 
Marius Vicariot (SFIO), professeur de lettres, conseiller municipal, Président du Conseil Général en 1951-1952.
François Urbani (RGR-Indépendant), ancien sous-chef de section dans la Marine Nationale, adjoint au maire de Saint-Maur-des-Fossés
Armand Dudach (PCF), chauffeur, conseiller municipal de Saint-Maur-des-Fossés, fait son entrée au Conseil Général en 1951 (remplaçant un conseiller général décédé).

#### Période 1953-1959
Saint-Maur fait partie du 1er secteur de la Seine.
Armand Dudach (PCF) est réélu.

#### Période 1959-1967
Saint-Maur est divisée en 2 secteurs :
| Période                                                         | Période | Identité               | Étiquette | Qualité                                |
| --------------------------------------------------------------- | ------- | ---------------------- | --------- | -------------------------------------- |
| 1959 40e secteur Joinville-le-Pont-Saint-Maur-des-Fossés-partie | 1967    | Georges-Maurice Defert | DVD       | Maire de Joinville-le-Pont (1953-1975) |

| Période                                | Période | Identité        | Étiquette | Qualité |
| -------------------------------------- | ------- | --------------- | --------- | --- |
| 1959 41e secteur Saint-Maur-des-Fossés | 1967    | Philippe Vayron | CNI       | Professeur puis gérant de sociétés immobilières Député de la Seine (1956-1962) Conseiller municipal d'Ivry |

### Département du Val-de-Marne

#### Période 1967 à 2015
Un nouveau découpage territorial du Val-de-Marne entre en vigueur à l'occasion des premières élections départementales suivant le décret du 17 février 2014. Les conseillers départementaux sont, à compter de ces élections, élus au scrutin majoritaire binominal mixte. Les électeurs de chaque canton élisent au Conseil départemental, nouvelle appellation du Conseil général, deux membres de sexe différent, qui se présentent en binôme de candidats. Les conseillers départementaux sont élus pour 6 ans au scrutin binominal majoritaire à deux tours, l'accès au second tour nécessitant 12,5 % des inscrits au 1er tour. En outre la totalité des conseillers départementaux est renouvelée. Ce nouveau mode de scrutin nécessite un redécoupage des cantons dont le nombre est divisé par deux avec arrondi à l'unité impaire supérieure si ce nombre n'est pas entier impair, assorti de conditions de seuils minimaux. Dans le Val-de-Marne, le nombre de cantons passe ainsi de 49 à 25.
Dans ce cadre, les trois anciens cantons de Saint-Maur-des-Fossés (Saint-Maur-des-Fossés-Centre, Saint-Maur-La Varenne et Saint-Maur-des-Fossés-Ouest) sont supprimés pour former les nouveaux cantons de Saint-Maur-des-Fossés-1 et Saint-Maur-des-Fossés-2.
Le canton de Saint-Maur-des-Fossés-1 est formé d'une fraction de la commune de Saint-Maur-des-Fossés. Il est entièrement inclus dans l'arrondissement de Créteil. Le bureau centralisateur est situé à Saint-Maur-des-Fossés.

## Représentation
| Période élective | Période élective | Mandat | Mandat   | Identité                 | Nuance | Nuance | Qualité |
| ---------------- | ---------------- | ------ | -------- | ------------------------ | ------ | ------ | --- |
| 2015             | 2021             | 2015   | 2021     | Laurence Coulon          |        | LR     | Expert comptable Maire-adjointe de Saint-Maur-des-Fossés (2008 → ) Fille de Claude Bouchet, conseiller général de Saint-Maur-des-Fossés-Ouest (1979-1998) |
| 2015             | 2021             | 2015   | 2021     | Jean-François Le Helloco |        | LR     | Directeur de la communication Maire-adjoint de Saint-Maur-des-Fossés                                                                                      |
| 2021             | 2028             | 2021   | en cours | Laurence Coulon          |        | LR     | Conseillère sortante, 8e vice-présidente chargée des affaires européennes et patrimoniales et des relations avec les organismes associés                  |
| 2021             | 2028             | 2021   | en cours | Germain Roesch           |        | LR     | Adjoint au maire de Saint-Maur-des-Fossés |

### Résultats détaillés

#### Élections de mars 2015
Lors des élections départementales de 2015, six binômes étaient en lice : 
- Jacques Coquelin (EELV) et Danièle Villaumié (EELV).
- Anne Auvrignon (NC) et Jacques Leroy (NC, sortant).
- Elisabeth Bouffard-Savary (PS) et Lucas Eldin (PS).
- Antoun Elkik (FN) et Isabelle Huguenin-Richard (FN).
- Laurence Coulon (UMP) et Jean-François Le Helloco (UMP).
- Claire Giardelli (PG) et Laurent Havre (FG)[9].

À l'issue du 1er tour des élections départementales de 2015, deux binômes sont en ballottage : Laurence Coulon et Jean-François Le Helloco (Union de la Droite, 35,13 %) et Anne Auvrignon et Jacques Leroy (DVD, 19,92 %). Le taux de participation est de 50,95 % (21 294 votants sur 41 790 inscrits) contre 44,44 % au niveau départemental et 50,17 % au niveau national.
Au second tour, Laurence Coulon et Jean-François Le Helloco (Union de la Droite) sont élus avec 60,85 % des suffrages exprimés et un taux de participation de 40,74 % (8 823 voix pour 17 024 votants et 41 790 inscrits).

#### Élections de juin 2021
Le premier tour des élections départementales de 2021 est marqué par un très faible taux de participation (33,26 % au niveau national). Dans le canton de Saint-Maur-des-Fossés-1, ce taux de participation est de 34,6 % (13 965 votants sur 40 365 inscrits) contre 29,98 % au niveau départemental. À l'issue de ce premier tour, deux binômes sont en ballottage : Laurence Coulon et Germain Roesch (LR, 41,04 %) et Téo Faure et Céline Vercelloni (Union à gauche avec des écologistes, 17,93 %).
Le second tour des élections est marqué une nouvelle fois par une abstention massive équivalente au premier tour. Les taux de participation sont de 34,36 % au niveau national, 32,99 % dans le département et 38,6 % dans le canton de Saint-Maur-des-Fossés-1. Laurence Coulon et Germain Roesch (LR) sont élus avec 66,52 % des suffrages exprimés (9 970 voix pour 15 592 votants et 40 393 inscrits),,.

## Composition
| Nom                                           | Code Insee | Intercommunalité         | Superficie (km2) | Population (dernière pop. légale)                | Densité (hab./km2) | Modifier                                    |
| --------------------------------------------- | ---------- | ------------------------ | ---------------- | ------------------------------------------------ | ------------------ | ------------------------------------------- |
| Saint-Maur-des-Fossés (bureau centralisateur) | 94068      | Métropole du Grand Paris | 11,25            | Fraction : 62 854 (2022) Commune : 76 010 (2022) | 6 756              | modifier les données · modifier les données |
| Canton de Saint-Maur-des-Fossés-1             | 9417       |                          |                  | 62 854 (2022)                                    |                    | modifier les données                        |

Le canton de Saint-Maur-des-Fossés-1 comprend la partie de la commune de Saint-Maur-des-Fossés située au nord d'une ligne définie par l'axe des voies et limites suivantes : depuis la limite territoriale de la commune de Maisons-Alfort, cours de la Marne, jusqu'au croisement du quai de la Pie et du quai de Bonneuil, quai de la Pie, avenue du Raincy, place de la Pie, rue Paul-Déroulède, boulevard du Général-Giraud, place Bourbaki, boulevard du Général-Giraud, boulevard de Créteil, rond-point du boulevard de Créteil, rue Garibaldi, place Garibaldi, place d'Adamville-Kennedy, rue Garibaldi, boulevard des Mûriers, avenue Louis-Blanc, boulevard de la Marne, avenue Jeanne-d'Arc, avenue Caffin, rue Arago, voie de chemin de fer jusqu'à la Marne et la limite territoriale de la commune de Bonneuil-sur-Marne.

## Démographie
En 2022, le canton comptait 62 854 habitants, en évolution de +2,2 % par rapport à 2016 (Val-de-Marne : +3 %, France hors Mayotte : +2,11 %).
| 2013   | 2018   | 2022   |
| ------ | ------ | ------ |
| 61 158 | 62 169 | 62 854 |